# Platja d'Ondarreta
La platja d'Ondarreta és una platja urbana de la ciutat de Sant Sebastià (País Basc) situada en la badia de la Concha.
Ondarreta és la més occidental de les platges donostiarres i la de menor longitud, encara que a causa de la seva localització la seva amplària mitjana sigui major que la de la platja de la Concha per estar menys exposada a la variació de les marees. De fet, malgrat tenir una longitud menor de la meitat de la longitud de platja de la Concha, la seva superfície mitjana, de 60.000 m², és 6.000 m² major que la d'aquesta última.
El seu perfil és més juvenil i informal que el de la platja de la Concha, encara que el seu ús és igualment massiu. Abans de la reforma profunda escomesa en la Platja de Zurriola era freqüentada per a la pràctica del surf, que avui s'ha traslladat per complet a aquesta última. La platja disposa de vestidors, dutxes i banys públics i d'una cafeteria.
El passeig d'Ondarreta, que voreja la platja, disposa de diversos trams amb la famosa barana de la Petxina, mentre que uns altres estan oberts a la platja, en ser la diferència de cotes entre tots dos d'uns pocs metres. Al costat del passeig hi ha uns jardins en els quals es troba una escultura de començaments del segle XX de la reina Maria Cristina. Els edificis les façanes dels quals donen al passeig tenen poca altura: es tracta de viles independents de pocs pisos.